# BB Girls
BB Girls, anciennement Brave Girls (hangeul : 브레이브걸스), est un girl group sud-coréen de K-pop, originaire de Séoul. Formé par le producteur Brave Brothers de Brave Entertainment en 2011, le groupe débute avec l'album single The Difference. 
Brave Girls change de composition en 2016 et revient avec sept membres, dont deux de la composition originelle. Les nouvelles membres sont Minyoung, Yujeong, Eunji, Yuna et Hayun. Depuis 2019, seules quatre membres sont actives : Minyoung, Yujeong, Eunji et Yuna. Hyeran et Hayun étant absentes pour une durée indéterminée.

## Histoire

### Origines
Le 14 mars, il est révélé qu'Eunyoung serait la leader du groupe. Elle est la nièce de Shin Hakyun, un acteur connu pour son rôle dans Welcome to Dongmakgol et Sympathy for Lady Vengeance. Il est annoncé le 17 mars que Hyeran serait dans le groupe, et elle fait parler d'elle grâce à sa ressemblance avec la chanteuse Son Dam-bi ainsi que d'anciennes vidéos de répétition de danse sur le site M. Goon. Yejin est la troisième membre à être annoncée. Elle fait également parler d'elle à cause de son passé, ayant été « Miss Seattle » au concours Miss Korea, et sa ressemblance avec l'actrice Kim Sa-rang. Seo-a devient la quatrième membre du groupe. Elle était mannequin avant d'intégrer Brave Girls.

### Débuts,Back to Da FutureetMr Idol(2011)

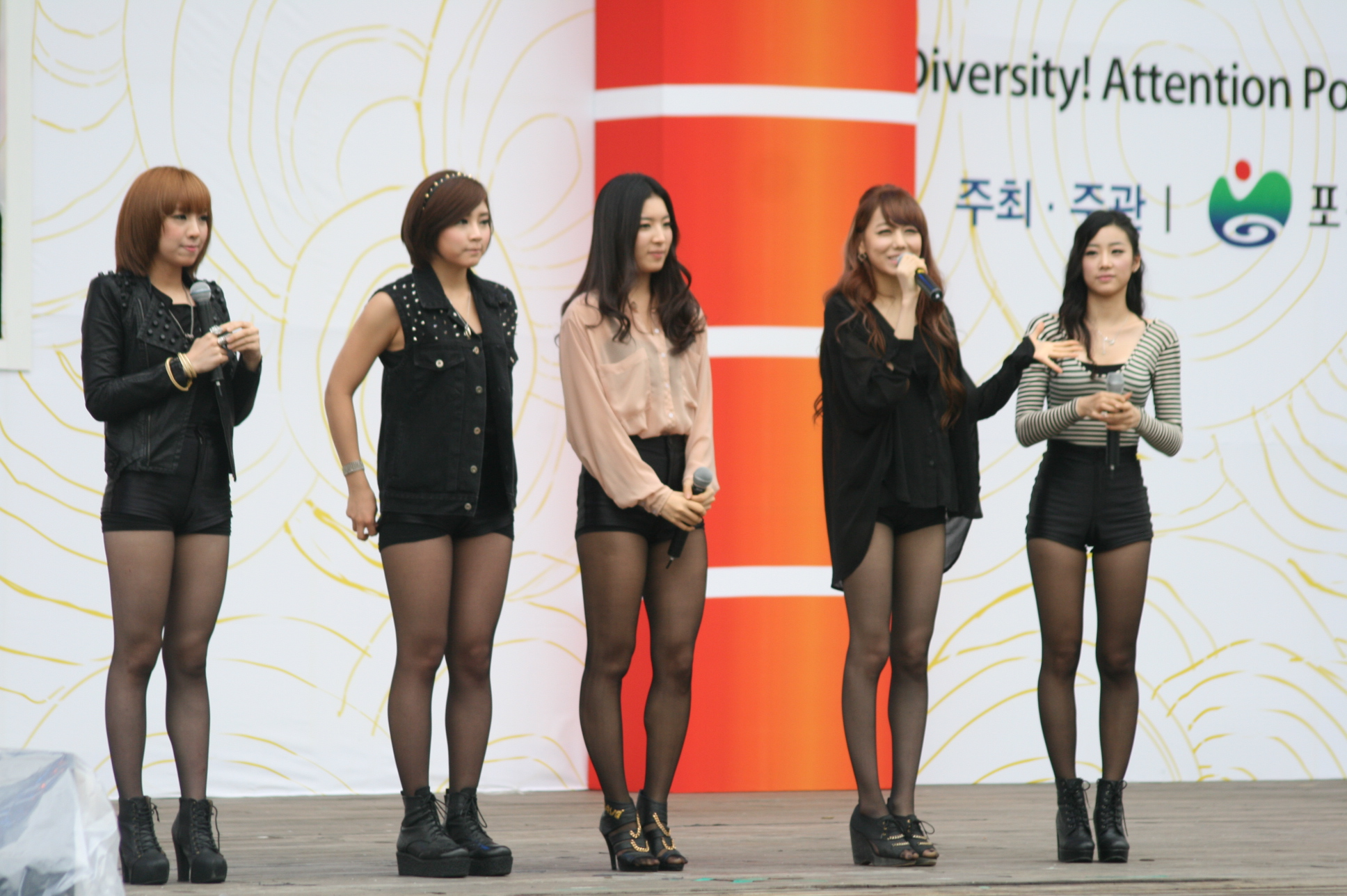
Brave Girls en octobre 2011.

Le 31 mars 2011, Brave Brothers dévoile deux images du groupe qui présentaient les deux concepts (un sexy chic et un excentrique coloré) que le groupe allait faire. Deux teasers sortent pour So Sexy et Do You Know la première semaine d'avril,. Le 7 avril, elles sortent leur premier album single nommé The Difference ainsi que le vidéoclip de Do You Know,. Elles ont fait leurs débuts au Music Bank de KBS avec So Sexy et Do You Know. Le 24 avril, elles font une apparition sur Gag Concert et interprètent une version trot de Do You Know,. Eunyoung fait une apparition dans 100 Points out of 100 de KBS et gagne deux médailles (or et bronze) lors de l'émission,. Le vidéoclip pour So Sexy sort le 8 juin. Elles font un caméo avec Superkidd dans le drama de SBS Protect the Boss,. 
Le 22 juillet, Brave Entertainment annonce que le groupe ferait un retour au cours du mois et partage les photos concept pour leur EP Back to Da Future. Leur chanson-titre, Easily, en featuring avec l'artiste reggae coréen Skull, est révélée en même temps que son vidéoclip,. Brave Brothers déclare que la chanson était un hommage à Excuse de Kim Gun-mo,,. Un teaser pour le vidéoclip est sorti le 27 juillet et dévoilé officiellement le lendemain. L'EP est sorti le 29 juillet et s'est classé à la 14e place du Gaon Album Chart en vendant 1 606 copies,. Elles font leur retour lors du Music Bank avec la chanson « Easily »,.
Le groupe participe aux 3e Idol Star Athletics Championship le 13 septembre,. Elles ont fait un caméo dans Mr. Idol avec Chocolat et d'autres groupes,. À la 19e édition des Korea Culture Entertainment Awards le 15 décembre, le groupe a reçu le prix de Rookie de l'Année dans la catégorie Chanson,. Le 25 décembre 2011, elles apparaissent dans l'émission Let's Go Dream Team! de KBS2 en tant qu'invitées spéciales et chantent pour les candidats de l'émission,.

### Re-IssueetFor You(2012–2013)
Le 22 février 2012, le deuxième EP des Brave Girls Re-Issue voit le jour et le groupe fait un showcase avec Teen Top. Leur EP se classe à la 14e place du Gaon Album Chart. La chanson-titre Nowadays se classe bien et est devenue l'un des topics les plus recherchés. Au lieu d'un concept sexy ou mignon, Brave Girls fait un concept masculin. Les membres ont dit, « Nous pensons que nous avons vraiment besoin de montrer une facette différente de nous-mêmes. Nous comprenons que les fans qui attendaient un concept sexy ou mignon soient déçus, mais nous espérons qu'ils aimeront ce concept aussi ». Brave Girls font leur premier retour sur scène au M! Countdown de Mnet.
Le 29 août 2013, il est annoncé que Brave Girls feraient leur retour en automne avec une nouvelle chanson intitulée For You.

### Pause,High HeelsetRollin'(2015–2020)

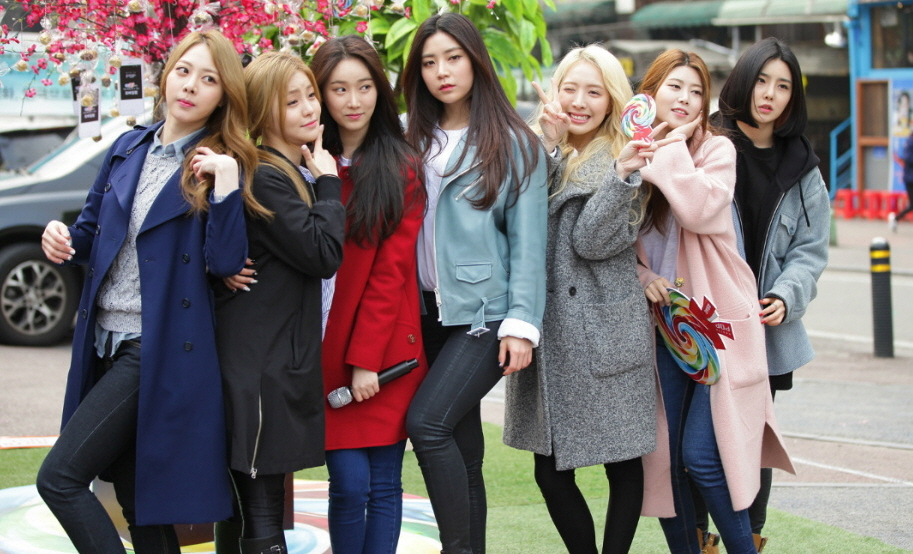
Brave Girls en 2016

En février 2014, Brave Brothers déclare qu'il allait travailler sur un album studio pour le groupe, mais que cet album était mis en attente indéterminée à cause de son travail avec AOA.
En février 2016, après une pause de deux ans et demi, un comeback de Brave Girls est annoncé, en tant que groupe de sept personnes ; cinq nouvelles membres et deux de la composition de base, Hyeran and Yujin. Brave Girls sortent leur single numérique Deepened le 16 février 2016. Elles sortent leur troisième EP, High Heels, le 27 juin 2016, avec le clip de la chanson-titre éponyme. Le 1er septembre, le groupe sort Yoo-hoo en tant que single numérique. En novembre 2016, des rumeurs comme quoi Hyeran et Yujin quitteraient le groupe font surface. Cependant, aucune déclaration officielle n'est faite. Contre toute attente, leur contrat avec Brave Entertainment touchant à sa fin, Yujin quitte le groupe le 13 janvier 2017 et Hyeran annonce se mettre en pause pour une durée indéterminée à cause de soucis de santé. Le groupe continue donc avec cinq membres : Minyoung, Yujeong, Enji, Yuna et Hayun.
Elles sortent leur quatrième EP Rollin' en mars 2017. En octobre 2017, Yujeong, Eunji et Yuna participent au reboot de The Unit. Il est annoncé que Hayun sera absente des futures promotions pour une durée indéterminée pour des raisons de santé. Les quatre membres reviennent en août 2020 avec We Ride.

### Rollin'et séparation (2021–2023)
En février 2021, une compilation de Brave Girls interprétant Rollin' se répand sur YouTube. La chanson connait un regain de popularité. En réponse, le groupe décide de reprendre les promotions de ''Rollin'. Yujeong révèle que, quelques jours auparavant, le groupe envisageait de se séparer et que certaines membres venaient de quitter le dortoir commun.
Brave Girls est le premier groupe de K-pop à faire un Realtime All-Kill depuis le début de l'année 2021 grâce à une chanson sortie quatre ans plus tôt. Le 14 mars 2021, elles obtiennent la 1re place d'une émission musicale pour la première fois depuis le début de leur carrière en 2011. Le 16 février 2023, elles sortent un dernier single Goodbye avant de se séparer.

### Retour sous BB Girls (depuis 2023)
Elles reviennent plus tard sous le nom de « BB Girls » après avoir changé d'agence. Le 22 avril 2024 est annoncé le départ de Yujeong du nouveau line-up, faisant des BB Girls un trio.

## Membres

### Membres actuelles
| Nom de scène | Nom de scène | Nom de naissance | Nom de naissance | Date de naissance | Nationalité  | Position                                               |
| Romanisé     | Coréen       | Romanisé         | Coréen           | Date de naissance | Nationalité  | Position                                               |
| ------------ | ------------ | ---------------- | ---------------- | ----------------- | ------------ | ------------------------------------------------------ |
| Minyoung     | 민영         | Kim Min-young    | 김민영           | 12 septembre 1990 | Sud-coréenne | Leader, chanteuse principale                           |
| Eunji        | 은지         | Hong Eun-ji      | 홍은지           | 19 juillet 1992   | Sud-coréenne | Chanteuse secondaire                                   |
| Yuna         | 유나         | Lee Yu-na        | 이유나           | 6 avril 1993      | Sud-coréenne | Chanteuse secondaire, visuelle, maknae (la plus jeune) |

### Anciennes membres
| Nom de scène | Nom de scène | Nom de naissance | Nom de naissance | Date de naissance | Nationalité  | Position                                                  | Date de départ   |
| Romanisé     | Coréen       | Romanisé         | Coréen           | Date de naissance | Nationalité  | Position                                                  | Date de départ   |
| ------------ | ------------ | ---------------- | ---------------- | ----------------- | ------------ | --------------------------------------------------------- | ---------------- |
| Eunyoung     | 은영         | Park Eun-young   | 박은영           | 15 octobre 1987   | Sud-coréenne | Leader, danseuse principale, chanteuse secondaire, visuel | 1er janvier 2014 |
| Seo-ah       | 서아         | Park Seo-ah      | 박서아           | 9 février 1988    | Sud-coréenne | Chanteuse secondaire                                      | 1er janvier 2014 |
| Yejin        | 예진         | Han Ye-jin       | 한예진           | 24 novembre 1990  | Sud-coréenne | Chanteuse secondaire                                      | 1er janvier 2014 |
| Yoojin       | 유진         | Jung Yu-jin      | 정유진           | 14 septembre 1992 | Sud-coréenne | Chanteuse secondaire, rappeuse secondaire                 | 13 janvier 2017  |
| Hyeran       | 혜란         | Noh Hye-ran      | 노혜란           | 9 avril 1993      | Sud-coréenne | Rappeuse principale, danseuse principale                  | 13 janvier 2017  |
| Hayun        | 하윤         | Lee Ha-yun       | 이하윤           | 29 août 1994      | Sud-coréenne | Chanteuse secondaire, maknae (la plus jeune)              | 11 août 2018     |
| Yujeong      | 유정         | Nam Yu-jeong     | 남유정           | 2 mai 1991        | Sud-coréenne | Chanteuse secondaire                                      | 22 avril 2024    |

### Chronologie
- Rouge : composition d'origine
- Orange : nouvelle composition
- Noir : sorties d'albums
- Jaune : composition actuelle

## Discographie

### Albums singles
| Titre          | Détails sur l'album                                                                      | Meilleure position | Ventes          |
| Titre          | Détails sur l'album                                                                      | COR                | Ventes          |
| -------------- | ---------------------------------------------------------------------------------------- | ------------------ | --------------- |
| The Difference | - Date de sortie: 7 avril 2011 - Label: Brave Entertainment - Format: CD, téléchargement | 2                  | - COR : 11 644+ |

### EP
| Titre             | Détails sur l'album                                                                            | Meilleure position | Ventes          |
| Titre             | Détails sur l'album                                                                            | COR                | Ventes          |
| ----------------- | ---------------------------------------------------------------------------------------------- | ------------------ | --------------- |
| Back to Da Future | - Date de sortie : 29 juillet 2011 - Label : Brave Entertainment - Format : CD, téléchargement | 14                 | - COR : 3 484 + |
| Re-Issue          | - Date de sortie : 22 février 2012 - Label : Brave Entertainment - Format : CD, téléchargement | 14                 | - COR : 2 865+  |
| High Heels        | - Date de sortie : 27 juin 2016 - Label : Brave Entertainment - Format : CD, téléchargement    | 22                 | - COR : 1 180+  |
| Rollin'           | - Date de sortie : 7 mars 2017 - Label : Brave Entertainment - Format : CD, téléchargement     | 30                 | - COR : 1 109 + |

### Singles promotionnels
| Titre | Année | Meilleure position | Ventes (téléchargements) | Album                               |
| Titre | Année | COR                | Ventes (téléchargements) | Album                               |
| --- | ----- | ------------------ | ------------------------ | ----------------------------------- |
| Do You Know                                                                                              | 2011  | 19                 | - COR : 372 562+         | The Difference                      |
| Easily (feat. Skull)                                                                                     | 2011  | 38                 | - COR : 520 586+         | Back To Da Future                   |
| Nowadays, You                                                                                            | 2012  | 21                 | - COR : 571 244+         | Re-Issue                            |
| For You                                                                                                  | 2013  | 50                 | - COR : 42 057 +         | Single ne figurant pas sur un album |
| Deepened                                                                                                 | 2016  | 131                | - COR : 10 942+          | High Heels                          |
| High Heels                                                                                               | 2016  | 135                | - COR : 12 034+          | High Heels                          |
| Yoo-hoo                                                                                                  | 2016  | —                  |                          | NC                                  |
| Rollin'                                                                                                  | 2017  | 2                  | Rollin'                  |                                     |
| Rollin' (New Version)                                                                                    | 2018  | —                  |                          |                                     |
| We Ride                                                                                                  | 2020  | —                  |                          |                                     |
| « — » signifie qu'aucun classement n'a été atteint ou qu'aucune sortie ne s'est faite dans cette région. |       |                    |                          |                                     |

### Singles en featuring
| Titre | Année | Meilleure position | Ventes (téléchargements) | Album                                                                 |
| Titre | Année | COR                | Ventes (téléchargements) | Album                                                                 |
| --- | ----- | ------------------ | ------------------------ | --------------------------------------------------------------------- |
| Passing of the Year (Electroboyz, Brave Girls, BIGSTAR, Park Soo Jin)                                    | 2013  | —                  | - COR : 18 239           | Passing of the Year - Bye 2013 BRAVESOUND - Bravefamily Winter Single |
| « — » signifie qu'aucun classement n'a été atteint ou qu'aucune sortie ne s'est faite dans cette région. |       |                    |                          |                                                                       |

## Filmographie

### Vidéoclips
| Titre         | Année | Réalisateur(s) | Réf.   |
| ------------- | ----- | -------------- | ------ |
| Do You Know   | 2011  | NC             | [ 60 ] |
| So Sexy       | 2011  | NC             | [ 61 ] |
| Why So Often  | 2011  | NC             | [ 62 ] |
| Nowadays, You | 2012  | NC             | [ 63 ] |
| Deepened      | 2016  | NC             | [ 64 ] |
| High Heels    | 2016  | NC             | [ 65 ] |
| Yoo Hoo       | 2016  | NC             | [ 66 ] |

### Télévision
| Année | Titre                            | Chaîne | Membre(s)                                | Rôle        | Notes                       |
| ----- | -------------------------------- | ------ | ---------------------------------------- | ----------- | --------------------------- |
| 2011  | Protect the Boss                 | SBS    | Eunyoung et Yejin                        | Caméo       | Épisode 1                   |
| 2011  | Gag Concert                      | KBS    | Eunyoung, Yejin, Yoojin, Hyeran et Seo-a | Performance | Version trot de Do You Know |
| 2011  | 100 Points out of 100            | KBS    | Eun-young                                | Invitée     |                             |
| 2017  | The Unit: Idol Rebooting Project | KBS2   | Yujeong, Eunji et Yuna                   |             |                             |

### Films
| Année | Titre    | Rôle  |
| ----- | -------- | ----- |
| 2011  | Mr. Idol | Caméo |

## Distinctions
| Année | Cérémonie                              | Catégorie                              | Résultat   | Réf.   |
| ----- | -------------------------------------- | -------------------------------------- | ---------- | ------ |
| 2011  | 19e Korea Culture Entertainment Awards | Rookie de l'année                      | Lauréat    | ,      |
| 2011  | 13e Mnet Asian Music Awards            | Meilleurs nouvelles artistes féminines | Nomination | [ 67 ] |